# Úřad dokumentace a vyšetřování zločinů komunismu
Úřad dokumentace a vyšetřování zločinů komunismu (ÚDV) či Úřad dokumentace a vyšetřování zločinů komunismu služby kriminální policie a vyšetřování (ÚDVZK SKPV) je celostátní útvar Policie České republiky, jehož úkolem je dokumentovat a stíhat zločiny spáchané komunistickým režimem v Československu.

## Historie
Vznikl 1. ledna 1995 sloučením Úřadu pro dokumentaci a vyšetřování činnosti StB (Ministerstvo vnitra) a Střediska dokumentace protiprávnosti komunistického režimu (Nejvyšší státní zastupitelství). Od 1. ledna 2002 je součástí Služby kriminální policie a vyšetřování (Policie České republiky). Hlavní sídlo je v Praze, další pracoviště pak v Brně; působnost úřadu je celostátní. Výsledky své práce se snaží maximálně zpřístupnit veřejnosti, nejznámějšími publikovanými výstupy jsou sborníky Securitas Imperii, Semper Paratus a 16 publikací ediční řady Sešity.

## Činnost
Za dobu existence ÚDV bylo do 31. července 2013 na základě podnětu ÚDV podáno 82 obžalob na celkem 110 osob. Na základě těchto obžalob soudy odsoudily k nepodmíněnému trestu celkem 9 (např. Karla Hoffmanna) a k podmíněnému 30 osob (např. Miloslava Marka, Ladislava Nakládala, Karla Melichara a Josefa Homolku). V 62 případech soudy obžalobu zamítly. Někteří členové Konfederace politických vězňů považují počty odsouzených na základě podnětu ÚDV za velmi nízké, ostře ÚDV kritizují a obviňují jej z nečinnosti; například bývalý disident Vladimír Hučín je pak ještě kritičtější.

## Struktura
Úřad od června 2015 vede plk. PhDr. Eva Michálková, MBA – spadala pod náměstka policejního prezidenta pro službu kriminální policie a vyšetřování PČR, kterým byl brig. gen. Mgr. Zdeněk Laube, bývalý příslušník StB (IV. správa StB pro tajné sledování občanů), v současné době spadá pod plk. Ing. Mgr. Jaroslava Vilda.